# Jeanne-Marie de Maillé
Jeanne-Marie de Maillé (née le 14 avril 1331, morte le 28 mars 1414, à Tours), est une religieuse française. L’Église catholique, qui lui a décerné le qualificatif de bienheureuse, la fête le 28 mars.

## Biographie
L'abbé Angot ne sait pas par suite de quelles circonstances elle fut élevée dans l'intimité du jeune Robert II de Sillé, dont elle connut la piété, et auquel elle sauva la vie par ses prières quand il était en danger de se noyer. Aussi quand elle eut douze ans et qu'il fut question de la fiancer avec ce compagnon de ses jeux et de ses pieux exercices, ne fit-elle aucune difficulté pour l'agréer comme futur époux, sachant qu'il serait le protecteur de sa vertu. 
De fait, dans sa vie de combats, captif, longtemps infirme, se prêtant à toutes les pratiques de piété et de charité de sa sainte femme, il semble aussi méritant qu'elle-même. Pendant seize ans, ils vivent leur mariage dans leur continence. Mais blessé en combattant les Anglais, son mari meurt.
Jeanne de Maillé survécut longtemps à son époux dans un genre de vie qui paraît imité de celui de sainte Élisabeth de Hongrie : traitée durement par les siens, cherchant d'asile en asile, dans les couvents, les hôpitaux, les églises où elle passait une grande partie de sa vie, un aliment pour sa piété, des occasions d'exercer sa charité envers les pauvres et les malades, rejetée des uns, mais estimée des plus grands qui s'édifiaient de sa vie et se recommandaient à ses prières, autant que des plus humbles qui recevaient ses aumônes et ses soins. Elle mourut à quatre-vingt-trois ans. Les Cordeliers, dont elle suivait la règle dans le tiers-ordre franciscain, qui avaient été ses conseillers et ses amis, l'enterrèrent dans leur couvent.

## Note
La paroisse de Luynes (Indre-et-Loire) porte le nom de Jeanne-Marie de Maillé

## Source
- Abbé Angot, « Baronnie de Sillé », dans Bulletin de la Commission historique et archéologique de la Mayenne, 1920, n° 36, p. 135-152.